# Eriococcus brevenniae
Eriococcus brevenniae är en insektsart som beskrevs av Goux 1993. Eriococcus brevenniae ingår i släktet Eriococcus och familjen filtsköldlöss.
Artens utbredningsområde är Frankrike. Inga underarter finns listade i Catalogue of Life.